# ماتياس مينيسيس
ماتياس مينيسيس (بالإسبانية: Matías Meneses)‏ هو لاعب كرة قدم تشيلي في مركز الهجوم، (ولد في كولتايكو في تشيلي القرن 20 و 1999  م). لعب مع نادي أوهيجينس.

## وصلات خارجية
- ماتياس مينيسيس على موقع قاعدة بيانات كرة القدم.إي يو (الإنجليزية)
- ماتياس مينيسيس على موقع قاعدة بيانات كرة القدم.إي يو (الإنجليزية)
- ماتياس مينيسيس على موقع Soccerway.com (الإنجليزية)
- ماتياس مينيسيس على موقع AS.com (الإسبانية)